# Campionato italiano a squadre di calcio da tavolo 2018
Il campionato italiano a squadre di calcio da tavolo del 2018 si è svolto a San Benedetto del Tronto, sia nel girone di andata che in quello di ritorno.

## Classifica finale 2018
|  | Squadra                  | PT | G  | V  | P | S  | GF | GS | DR  |
|  | ------------------------ | -- | -- | -- | - | -- | -- | -- | --- |
|  | Fiamme Azzurre Roma      | 64 | 22 | 21 | 1 | 0  | 58 | 13 | 45  |
|  | F.lli Bari Reggio Emilia | 53 | 22 | 17 | 2 | 3  | 59 | 15 | 44  |
|  | Eagles Napoli            | 49 | 22 | 15 | 4 | 3  | 47 | 17 | 30  |
|  | Napoli Fighters          | 47 | 22 | 15 | 2 | 5  | 50 | 20 | 30  |
|  | Black and Blue Pisa      | 47 | 22 | 15 | 2 | 5  | 41 | 18 | 23  |
|  | Bologna Tigers           | 32 | 22 | 10 | 2 | 10 | 27 | 34 | -7  |
|  | Master Sanremo           | 24 | 22 | 7  | 3 | 12 | 31 | 44 | -13 |
|  | Ascoli                   | 23 | 22 | 7  | 2 | 13 | 25 | 39 | -14 |
|  | Stella Artois Milano     | 18 | 22 | 5  | 3 | 14 | 21 | 46 | -25 |
|  | Lazio Tfc                | 15 | 22 | 4  | 3 | 15 | 16 | 47 | -31 |
|  | Catania                  | 8  | 22 | 2  | 2 | 18 | 17 | 51 | -34 |
|  | Virtus 4strade Rieti     | 2  | 22 | 0  | 2 | 20 | 13 | 61 | -48 |

## Formazione della squadra campione d'Italia
- Carmine Napolitano
- Niki Napolitano
- Luca Colangelo
- Juan Noguera
- Alberto Mateos
- Giosuè Esposito